# Stowmarket
Stowmarket è una località di circa 15 000 abitanti della contea del Suffolk, in Inghilterra.